# 上地幔
上地幔（英語：Upper Mantle）是地球內部的一層厚的岩石層，分佈于地殼底界（離地表約 35 公里，離海洋約 10 公里），到下地幔頂界（ 670 公里（420 英里）。 其溫度範圍從大約 200 °C (392 °F) 到大約 900 °C (1,650 °F)。 出露到地表的地幔物質含 55% 的橄欖石、35% 的輝石和 5% 至 10% 的氧化鈣和氧化鋁礦物，如斜長石、尖晶石或石榴石上地幔的成分隨深度而變化。
地球的密度是根據地震波速度來推定的。 因受到上載岩石重量的壓縮，其密度隨深度也增加。 成分變化時，也能導致密度發生突變。 在上地幔中的内部運動是引起板塊構造移動的主要原因。地殼和地幔的區分是根據成分不同，而岩石圈和軟流圈的區分則根據其機械性質。安德里亞·莫霍羅維奇在 1909 年首先發現地震波達到地幔的頂界時，其速度會突然增加，后此界面就被稱為莫氏不連續面Mohorovičić 不連續面或“Moho” 。
莫氏不連續面也是地殼的底部界面，因爲地殼厚度不同，此不連續面分佈深度也不一樣，由地球表面以下 10 公里（6.2 英里）到 70 公里（43 英里）不等。 大洋地殼比大陸地殼薄，通常不到 10 公里（6.2 英里）厚。 大陸地殼厚約 35 公里（22 英里），但青藏高原下的地殼根部厚約 70 公里（43 英里）.上地幔的厚度約為 640 公里（400 英里）。 整個地幔的厚度約為 2,900 公里（1,800 英里），上地幔僅佔地幔總厚度的 20% 左右。
上地幔和下地幔之間的邊界是一個 670 公里（420 英里）的不連續面。地震在淺層是走滑斷層造成的； 但是在大約 50 公里（31 英里）以下，由於高溫高壓，地幔是黏性的，不能產生斷層，因此無地震活動 ，但在在俯衝帶中是例外，地震活動延申到 670 公里（420 英里）深。

#### 萊曼不連續面
萊曼不連續面位於 220 公里（140 英里）深，由於在此深度 P 波和 S 波的速度突然增加而被認出此不連續面.

#### 過渡區
上地幔和下地幔之間屬過渡帶，深度介於 410 公里（250 英里）和 670 公里（420 英里）之間。 由於地層壓力增加，橄欖石在此深度，它的晶粒會重新排列，能形成更緻密的晶體結構。 例如尖晶橄榄石 變為布里奇曼石bridgmanite 和方鎂石。地震的體波也會在此界面形成轉換波、反射或折射。從礦物物理學也能預測到此界面，因為相變隨溫度和密度而變，因此亦隨深度而變。

#### 410公里不連續面
地震數據中在 410 公里（250 英里）深，都顯示一個單一的主峰，它代表從 α- 到 β- Mg2SiO4（橄欖石到瓦士利石）的礦物相變。根據克劳修斯－克拉佩龙方程，這不連續面在寒冷地區較浅，如俯衝板片，而在較暖地區，如地幔柱這不連續面較深。

#### 670公里不連續面
這不連續面比較複雜，是上地幔和下地幔之間的界面。PP （入射波及反射波皆爲縱波）波僅在某些區域， 顯示此界面，但 SS （入射波及反射波皆爲橫波）顯示區域很廣汎。P到S的轉換波可在此界面上反射一次或雙次。此界面深度分佈很寬（640-720 公里，或 397-447 英里）。根據克劳修斯－克拉佩龙方程的預測，在較冷地區此界面較深，而在較熱地區此界面較淺。通常尖晶橄榄石 ringwoodite在此界面相變到布里奇曼石和方鎂石 periclase。這種相變在熱力學上是一種吸熱反應，而且粘度會跳躍增加。這兩個特徵是建造地球動力學模型中的主要因素。

#### 其他不連續面
另一個主要的相變在地幔 520 公里（320 英里）深，這是橄欖石（β 到 γ）和石榴石的轉變
。 這相變只是偶爾在地震數據中可觀察到。 其他非全球性的相變，在各種深度都有被發現.

#### 溫度和壓力
地幔的溫度範圍從上邊界的200 °C 到核幔邊界的4,000 °C 。 上地幔的最高溫度為 900 °C (1,650 °F)。此高溫範圍，若在地表，地幔岩已被熔化。但地幔幾乎完全是固體。 這是因爲固體開始熔化的溫度，隨壓力而增加。在地幔上所承受的巨大岩石靜壓，阻止了地幔在深處的熔化。在長時間內。整個地幔能像流體一樣變形，具有永久的塑性變形。上地幔的最高壓力為 24.0 GPa（237,000 atm）ref name=”What”/>，而地幔底部為 136 GPa（1,340,000 atm）。 根據深度,溫度、成分、應力狀態和許多其他因素，估計上地幔的粘度範圍在 1019 和 1024 Pa•s 之間。上地幔的流動非常緩慢。當對最上地幔施加較大的壓力時，它會變得更弱，這種效應被認為是形成構造板塊邊界的重要因素。 雖然粘度隨深度而增加，但這種關係遠非線性，並且有粘度顯著降低的層次，特別是在上地幔和與地核的邊界處。

#### 運動
地幔中的對流物質循環運動，是起由於地球表面和外核之間的溫差，以及在高壓和高溫下，結晶能夠在數百萬年內經歷緩慢、蠕變、粘性狀的變形。 熱的物質上升，而較冷（和較重）的物質向下沉。在俯衝帶的會聚板塊邊界處，物質是向下運動的。位於地幔柱之上的地表海拔較高（因為地幔柱較熱、密度較低並具有浮力），並有熱點火山活動。

#### 礦物成分
地震數據不能判斷地幔的成分。但其成分可由岩石露頭和其他證據分析而得，上地幔主要為鎂鐵質礦物的橄欖石和輝石，密度約為 3.33 g/cm3（0.120 lb/cu in） 。出露到地表的上地幔物質包括約 55% 的橄欖石和 35% 的輝石，以及 5% 至 10% 的氧化鈣和氧化鋁。上地幔主要由不同比例的橄欖石、單斜輝石、斜方輝石和鋁相組成。含鋁礦物在最上層地幔中是斜長石，然後是尖晶石，大約 100 公里（62 英里）以下為石榴石。 在上地幔深處，輝石變得不穩定並多數轉變為石榴石。
在加壓實驗中，橄欖石和輝石的礦物結構會發生變化。當轉變為更緻密的礦物結構時，密度曲線及地震速度會產生不連續面。在過渡帶的頂部，橄欖石會進行等化學相，轉變為瓦士利石(wadsleyite)和尖晶橄榄石(ringwoodite)。這些高壓橄欖石的多晶型礦物，在其晶體結構中具有很大的儲水能力。這和無水橄欖石不同，這引起在過渡帶可能擁有大量水的假設。
在地球內部，橄欖石的穩定深度在 410 公里（250 英里）以上。而尖晶橄榄石的穩定深度被推斷在深度約 520 至 670 公里的過渡帶內。在410 公里、520 公里和 670 公里深度的地震波的不連續性，均歸因於橄欖石的多晶型物的相變。 在過渡帶的底部，尖晶橄榄石分解成布里奇曼石(Bridgmanite)（以前稱為矽酸鎂鈣鈦礦）和铁方镁石。石榴石在過渡區底部或略低於過渡區底部也不穩定。
金伯利岩從地球內部溢出時，有時會攜帶岩石碎片。一些捕虏岩碎片含鑽石，鑽石是在地殼下方的高壓區產生的。伴隨鑽石而來的岩石通常是超鎂鐵質結核和橄欖岩。

#### 化學成分
地幔成分與地殼非常相似。但地幔的岩石和礦物往往比地殼含有更多的鎂，而矽和鋁則更少。上地幔中最豐富的前四種元素是氧、鎂、矽和鐵.

#### 探勘
大洋地殼比大陸地殼相對較薄，因此地幔的勘探通常在海床而不是在陸地上進行。 第一次地幔勘探計劃，Mohole，經過多次失敗和成本超支後，於 1966 年被放棄。最深的鉆深約為 180 m (590 ft)。 2005 年，海洋鑽探船 JOIDES Resolution 鑽探深度達到了海底以下 1,416 米。2007 年 3 月 5 日，RRS 詹姆斯庫克號，在位於佛得角群島和加勒比海之間的大西洋海底鑽探，那里地幔暴露在於海面以下約 3 公里（1.9 英里）處，沒有任何地殼覆蓋。地幔覆蓋數千平方公里. 
Chikyu Hakken 用日本船隻 Chikyū ，于2012 年 4 月 27 日，鑽探到海平面以下 7,740 米的深度，創造了深海鑽探的新世界紀錄。此後，該記錄被命運多舛的Deepwater Horizon移動海上鑽井船超越，該鑽井船在美國墨西哥灣密西西比峽谷油田的台伯礦區作業，創造了垂直鑽柱總長度10,062 米的世界紀錄。之前美國船隻 Glomar Challenger ，曾於 1978 年在馬里亞納海溝的海平面以下 7,049.5 米處鑽探。2012 年 9 月 6 日，科學深海鑽探船 Chikyū 在太平洋西北部，日本下北半島的海床以下 2,111 米深處，采集到岩石樣本，創造了新的世界紀錄。
2005 年探索地球最上層幾百公里的一種新方法被提出，該方法由一個小型、緻密、發熱的探測器組成，該探測器能通過融化而鉆穿地殼和地幔，同時能利用聲學信號跟踪，鑽頭在岩石中位置和進展。鑽頭由直徑約 1 米（3 英尺 3 英寸）的鎢質外球組成，內部有鈷 60 作為放射性熱源。要鑽半年才能鑽到洋殼下的莫霍面。 利用計算機模擬也可以探索地幔的演化。 2009 年，一個超級計算機應用程序，建立了對45 億年前地幔發育時礦床分佈，尤其是對鐵同位素的分佈有創新見解。